# Glypta tuberculator
Glypta tuberculator là một loài tò vò trong họ Ichneumonidae.